# Воргашор
Воргашо́р — посёлок городского типа в Республике Коми России. Входит в городской округ Воркута.
Находится на так называемом «Воркутинском кольце» между посёлками Комсомольский и Северный.

## Значение названия
Назван по ручью Воргашору, берущему начало недалеко от посёлка. По мнению Евгения Михайловича Поспелова, название происходит из языка коми и состоит из частей «ворга» (русло) и «шор» (пересыхающий ручей). По другой версии, корень «ворга» означает «оленья тропа», что даёт перевод названия «ручей оленьей тропы».

## История
В 1950 году началось строительство шахты № 19 на Воркутинском угольном месторождении. 
В декабре 1953 года шахта была сдана в эксплуатацию, строителями и горняками были заключенные Воркутлага: ЛО-19, режим общий, образован в 1945 г. 
Рядом — «поселок шахты № 19». Он возник в годы сталинских репрессий в конце 40-х и существовал в 50-60-х гг. как лагерный пункт.
Посёлок был основан в 1964 году в связи с постройкой новой шахты, необходимой для отработки Воргашорского угольного месторождения. Ныне поселение своими северными границами примыкает к озеру Большой Хора-Хома-Ты, а на юге — к озеру Большой Серюта-Ты. Другие границы города обозначены ручьями Койта-Шор, Шагля-Шop и верхними водами ручья Ворга-Шор.
В июне 1977 года 75 депутатов были впервые избраны в его состав, а первым председателем Воргашорского поселкового Совета народных депутатов был избран В. А. Кудрявцев. Здесь сходятся северная и западная части Воркутинского кольца. Название поселка существует с 1956 года (поселок шахты № 19 был переименован в посёлок Воргашор).
В 1965—1988 гг. поселок был центром Комсомольского района. По численности жителей (в 1989 г. — 25 тыс. чел.) это самый крупный поселок Воркуты и Республики Коми, даже многие города в республике имеют меньшую численность населения. В 1980-х годах шла речь о присвоении поселку статуса города с названием «Комсомольский». Основным промышленным предприятиям поселка является шахта «Воргашорская».

## Промышленность
На сегодняшний день главным предприятием на территории посёлка является «Шахта Воргашорская» АО «Воркутауголь». Шахта Воргашорская является крупнейшим угледобывающим предприятием в Европейской части России, которое отрабатывает Воргашорское месторождение (залежи энергетического угля). В структуре «Воркутауголь» — это одна из самых модернизированных шахт. В арсенале предприятия — образцы техники и шахтного оборудования от ведущих мировых производителей.

## Население
| 1970    | 1979    | 1980    | 1986    | 1989    | 2002    | 2010    |
| ------- | ------- | ------- | ------- | ------- | ------- | ------- |
| 11 812  | ↗18 488 | ↗18 800 | ↗23 700 | ↗24 869 | ↘19 100 | ↘12 044 |
| 2011    | 2012    | 2013    | 2014    | 2015    | 2016    | 2017    |
| ↘12 000 | ↘11 520 | ↘11 192 | ↘10 876 | ↘10 666 | ↘10 450 | ↘10 345 |
| 2018    | 2019    | 2020    | 2021    | 2024    | 2025    |         |
| ↘9896   | ↘9518   | ↘9442   | ↘6553   | ↘6544   | ↘6375   |         |

## Образование
Действует МОУ «Средняя общеобразовательная школа № 14» г. Воркуты и МДБОУ «Центр развития ребёнка — детский сад № 103 „Русалочка“» г. Воркуты.
В 2015 закрыли навсегда МОУ «Среднюю общеобразовательную школу № 38» г. Воркуты.
В 2016 закрыли навсегда МОУ «Среднюю общеобразовательную школу № 32» г. Воркуты.
В 2018 году закрыли навсегда МДБОУ "Детский сад общеразвивающего вида № 81 «Весёлые голоса» г. Воркуты.
В 2022 году закрыт МДБОУ «Детский сад № 83 „Игрушка“» г. Воркуты.
В 2024 году закрыта МОУ «Гимназия № 1» г. Воркуты.
В Воргашоре действует модельная библиотека-филиал №13.

## Транспорт
Доступен автомобильным и железнодорожным транспортом. Ежедневно ходит автобус № 45 Площадь металлистов — Воргашор.